# Bouvardia loeseneriana
Bouvardia loeseneriana är en måreväxtart som beskrevs av Paul Carpenter Standley. Bouvardia loeseneriana ingår i släktet Bouvardia och familjen måreväxter. Inga underarter finns listade i Catalogue of Life.